# Andrzej Osnowski
Andrzej Feliks Osnowski (ur. 27 listopada 1948 w Rzemieniu, zm. 17 maja 2025) – polski polityk, działacz związkowy, nauczyciel, poseł na Sejm III kadencji.

## Życiorys
Ukończył w 1972 studia na Wydziale Humanistycznym Uniwersytetu Marii Curie-Skłodowskiej w Lublinie. Do 1997 pracował jako nauczyciel historii w II Liceum Ogólnokształcącym w Mielcu. Od 1980 działał w „Solidarności”, brał udział w I Krajowym Zjeździe Delegatów NSZZ „Solidarność”.
W latach 1990–1998 był przewodniczącym rady miasta w Mielcu. Od 1997 do 2001 sprawował mandat posła III kadencji, wybranego z listy Akcji Wyborczej Solidarność w okręgu rzeszowskim. Nie ubiegał się o reelekcję w 2001. Należał do Ruchu Społecznego, a później do Chrześcijańskiego Ruchu Samorządowego.
Od 2002 do 2006 pełnił funkcję radnego powiatu mieleckiego. W 2006 nie został ponownie wybrany. Mandat radnego kolejny raz uzyskał w 2010.

## Odznaczenia i wyróżnienia
W 2016 otrzymał Krzyż Wolności i Solidarności, a w 2020 Krzyż Kawalerski Orderu Odrodzenia Polski. W 2025 został pośmiertnie uhonorowany Medalem Zasłużony dla Regionu Rzeszowskiego NSZZ „Solidarność”.